# Teratosphaeria destructans
Teratosphaeria destructans är en svampart som först beskrevs av M.J. Wingf. & Crous, och fick sitt nu gällande namn av M.J. Wingf. & Crous 2009. Teratosphaeria destructans ingår i släktet Teratosphaeria och familjen Teratosphaeriaceae.   Inga underarter finns listade i Catalogue of Life.